# Estola albomarmorata
Estola albomarmorata là một loài bọ cánh cứng trong họ Cerambycidae.